# Eugeniusz Kriegelewicz
Eugeniusz Kriegelewicz (1916 – 1990) è stato un vescovo vetero-cattolico polacco.
Negli anni quaranta e cinquanta del XX secolo fu parroco della parrocchia della Resurrezione a Cracovia. Fu eletto vescovo a Varsavia il 24 luglio 1952, e l'elezione fu confermata nel Sinodo nazionale, tenutosi a Varsavia tra l'8 e l'11 dicembre 1952. Ricevette la consacrazione episcopale dopo la fine dei lavori sinodali nella Cattedrale dello Spirito Santo di Varsavia. Nel 1957 lasciò la Chiesa polacco-cattolica. Morì in comunione con la Chiesa cattolica e nel maggio 1990 fu sepolto nel cimitero parrocchiale di Skolimów-Konstancin, nei pressi di Varsavia.

## Genealogia episcopale
La genealogia episcopale è:
CHIESA CATTOLICA
- Cardinale Scipione Rebiba
- Cardinale Giulio Antonio Santori
- Cardinale Girolamo Bernerio, O.P.
- Arcivescovo Galeazzo Sanvitale
- Cardinale Ludovico Ludovisi
- Cardinale Luigi Caetani
- Vescovo Giovanni Battista Scanaroli
- Cardinale Antonio Barberini iuniore
- Arcivescovo Charles-Maurice le Tellier
- Vescovo Jacques Bénigne Bossuet
- Vescovo Jacques de Goyon de Matignon
- Vescovo Dominique Marie Varlet

CHIESA ROMANO-CATTOLICA OLANDESE DEL CLERO VETERO EPISCOPALE
- Arcivescovo Petrus Johannes Meindaerts
- Vescovo Johannes van Stiphout
- Arcivescovo Walter van Nieuwenhuisen
- Vescovo Adrian Jan Broekman
- Arcivescovo Jan van Rhijn
- Vescovo Gisbert van Jong
- Arcivescovo Willibrord van Os
- Vescovo Jan Bon
- Arcivescovo Johannes van Santen

CHIESA VETERO-CATTOLICA
- Arcivescovo Hermann Heykamp
- Vescovo Casparus Johannes van Rinkel
- Arcivescovo Gerardus Gul

CHIESA VETERO-CATTOLICA MARIAVITA
- Arcivescovo Jan Maria Michał Kowalski
- Vescovo Roman Maria Jakub Próchniewski

CHIESA POLACCO-CATTOLICA
- Vescovo Eugeniusz Kriegelewicz